# 야마토가와 정류장
야마토가와 정류장(일본어: 大和川停留場, やまとがわていりゅうじょう)은 일본 오사카부 사카이시 사카이구에 있는 한카이 전기 궤도의 정류장이다. 역 번호는 HN16이다.
오사카시와 시 경계인 야마토 강이 역 북쪽을 서류하고, 본 노선은 사카이 시의 북단에 위치하고 있다.

## 역사
- 1911년 12월 1일: 한카이 전기 궤도의 역으로 개업.
- 1915년 6월 21일: 회사 합병으로 난카이 철도의 역이 됨.
- 1944년 6월 1일: 회사 합병으로 긴키 닛폰 철도의 역이 됨.
- 1947년 6월 1일: 노선 양도로 인하여 난카이 전기철도의 역이 됨.
- 1953년: 근래에 폐지역이 된 후 "스미요시 구사"에 기재됨.
- 1955년 3월 30일: 재개업.
- 1980년 12월 1일: 사업 양도로 인하여 한카이 전기 궤도의 정거장이 됨.

## 정류장 구조
상대식 승강장 2면 2선의 구조이다. 야마토 강의 좌안 제방 상에 플랫폼이 있다.

## 역 주변
- 야마토 강
- 야마토 강 교량
- 야마토바시
- 한신 고속 15호 사카이 선

## 사진

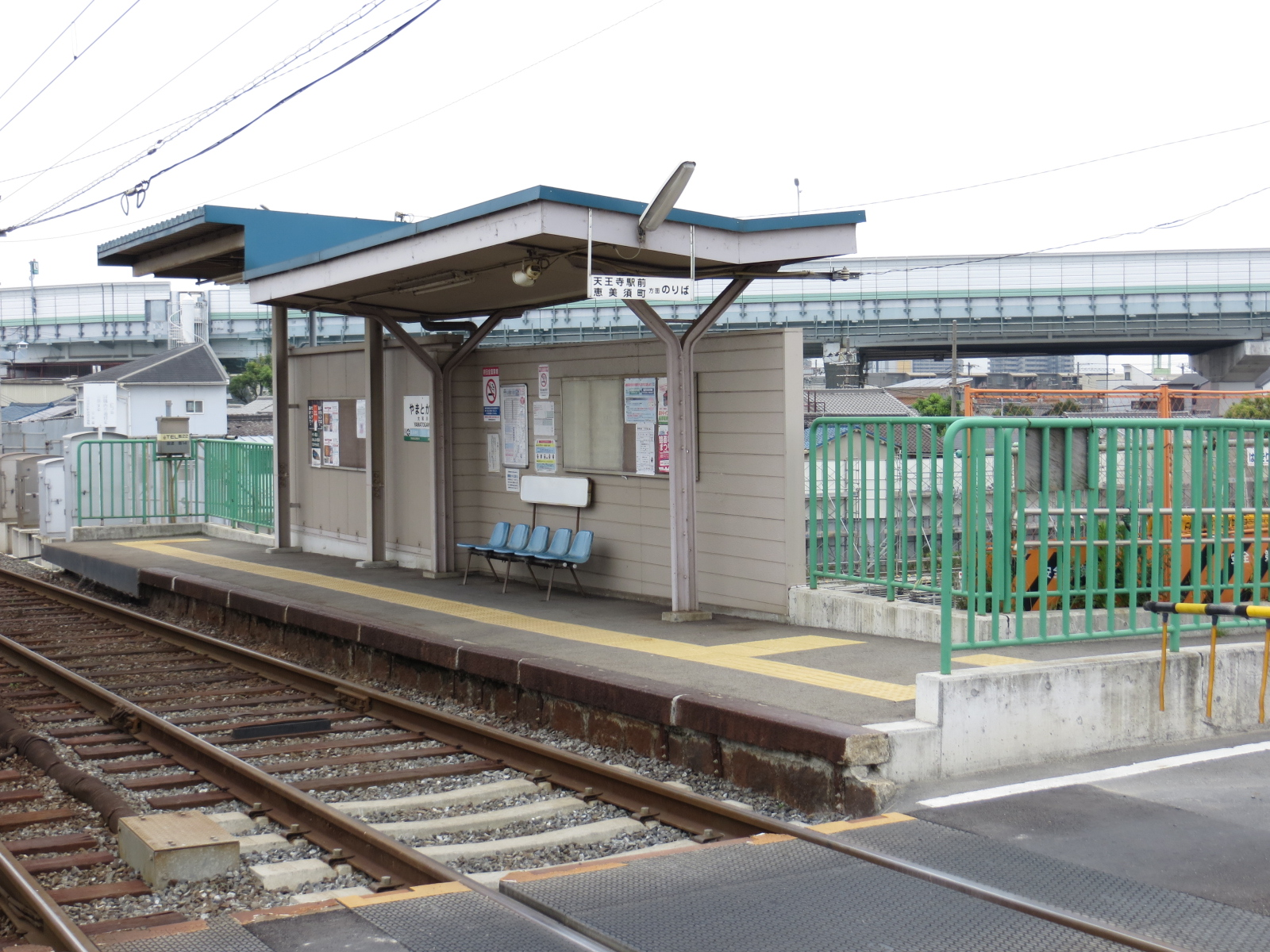
에비스초 방향 플랫폼
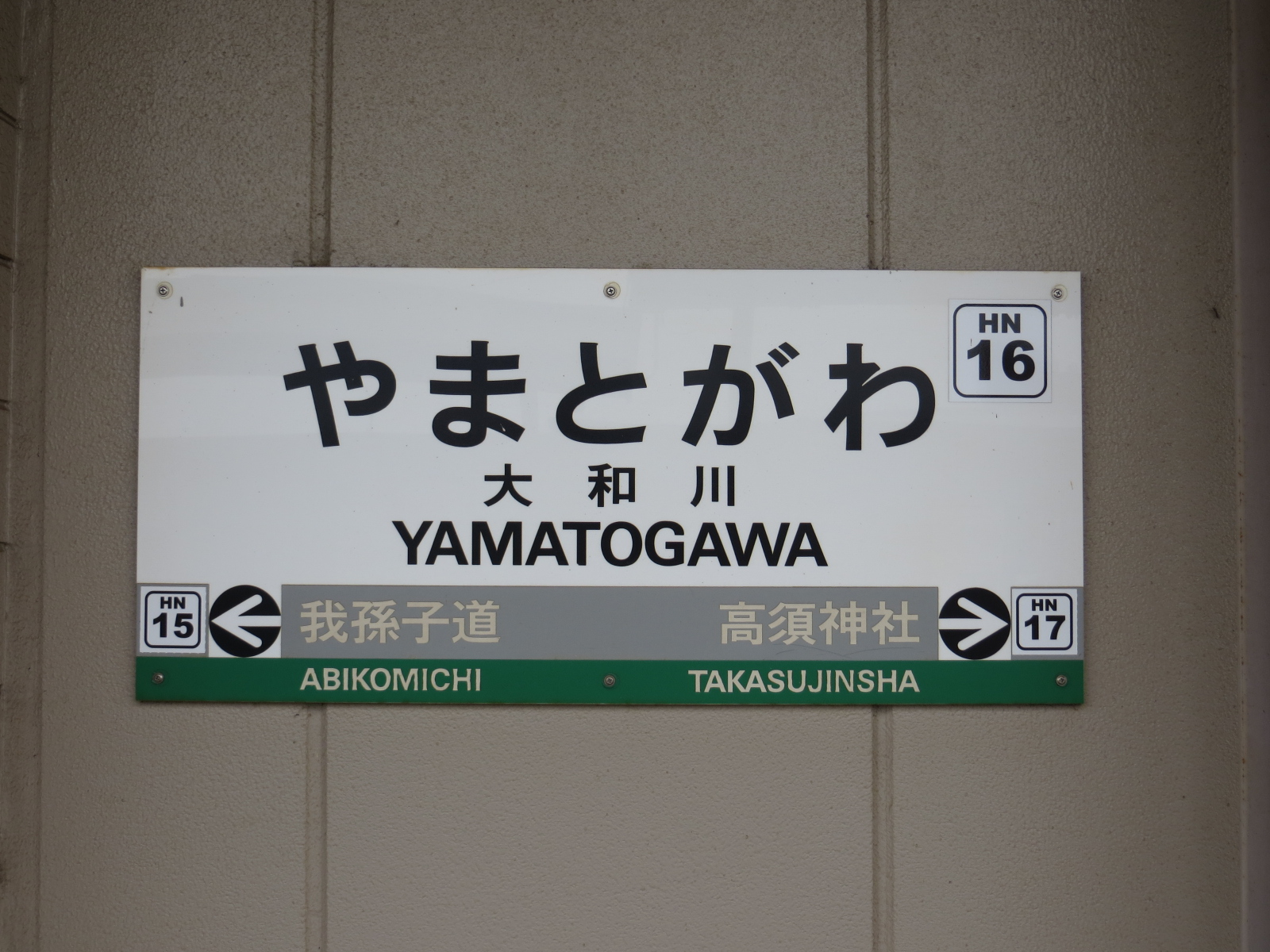
역명판

## 인접역
| 한카이 전기 궤도 ■ 한카이 선  | 한카이 전기 궤도 ■ 한카이 선 | 한카이 전기 궤도 ■ 한카이 선          |
| ----------------------------- | ---------------------------- | ------------------------------------- |
| HN15 아비코미치 에비스초 방면 |                              | 다카스진샤 HN17 하마데라에키마에 방면 |